# Понте ди Феро (Сијена)
Понте ди Феро је насеље у Италији у округу Сијена, региону Тоскана.
Према процени из 2011. у насељу је живело 63 становника. Насеље се налази на надморској висини од 259 м.